# Robert Ekh
Sven Erik Robert Ekh, folkbokförd Ek, född 19 oktober 1953 i Sköns församling i Västernorrlands län, är en svensk tidigare pastor och kyrkoledare inom Livets Ord. Han blev teol. kand. i Uppsala 1978 och prästvigdes i Svenska kyrkan 1980.
Ekh träffade under sina universitetsstudier Ulf Ekman. Ekh tjänstgjorde efter prästvigningen som präst i Kungsängen i tre år, innan han i maj 1983 tillsammans med bland andra Ekman grundade församlingen Livets Ord i Uppsala. I augusti samma år flyttade Ekh till Tulsa, Oklahoma, USA, för att studera ett år på Kenneth Hagins bibelskola, Rhema Bible Training Center. Vid återkomsten till Uppsala började han som andrepastor i Livets Ord. Sedan dess har Ekh tjänat församlingen under 31 år, bland annat som assisterande pastor, studierektor för bibelskolan, TV-chef, personalchef och administrativ chef.
Sommaren 2000 flyttade Ekh med sin familj till Gävle för att verka som pastor för församlingen Livets Ord i Gefle. Snart tillfrågade dock Ekman honom om han ville ta över den lokala pastorstjänsten för församlingen Livets Ord i Uppsala, eftersom Ekman själv tänkte gå vidare till andra uppgifter. Ekh arbetade som pastor för församlingen Livets Ord till augusti 2014, då han gick i pension.
Han gifte sig 1972 med Åsa Josefsson (född 1953). I februari 2015 framkom att Ekh haft en flerårig utomäktenskaplig relation, vilket fick som konsekvens att han lämnade församlingen och fråntogs sitt pastorsämbete.
Han har utgivit flera böcker, bland annat med hustrun Åsa Ekh.